# Atelier Fournier

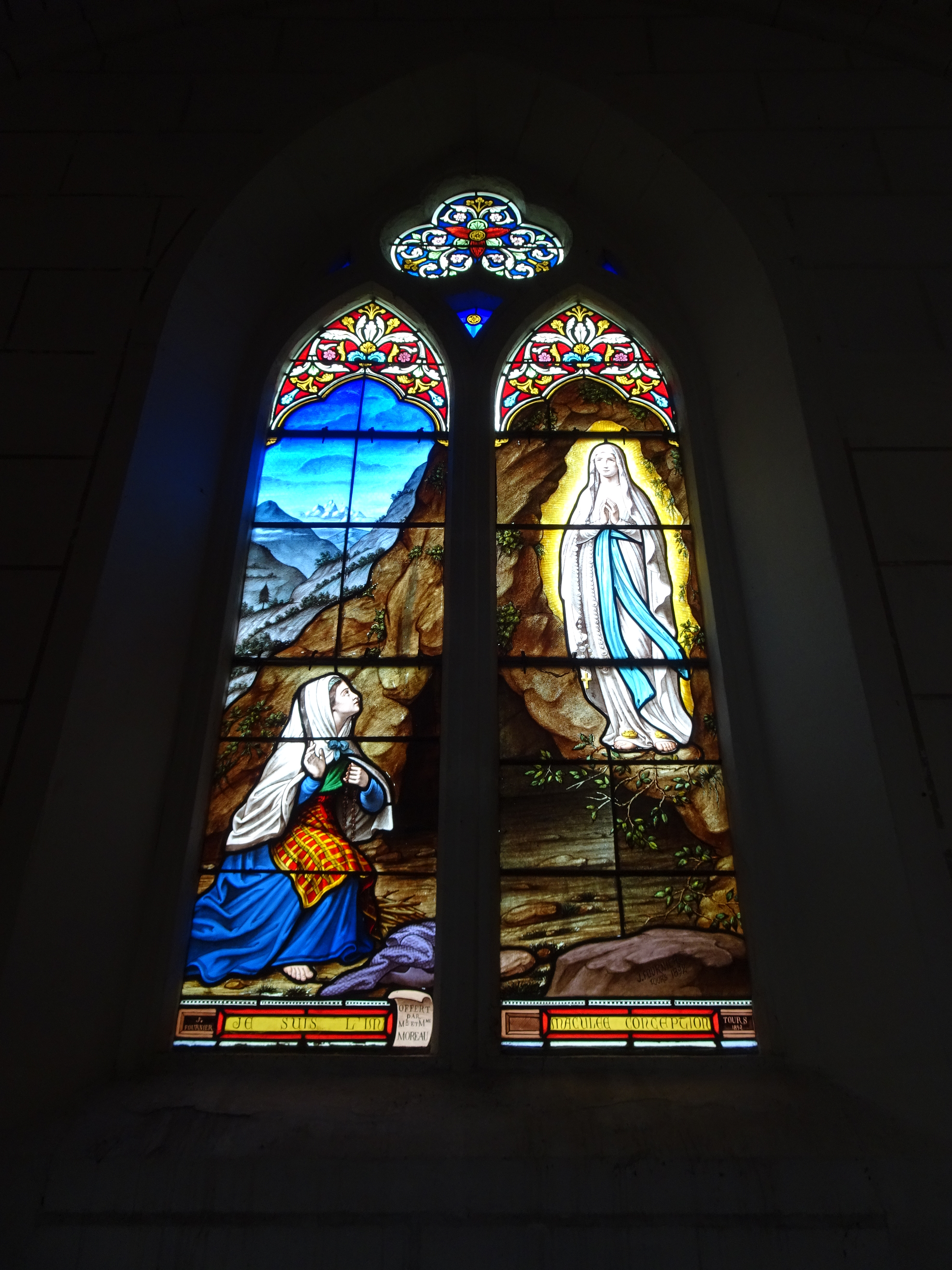
Vitrail de l'Église Saint-Martin à Montreuil-en-Touraine.

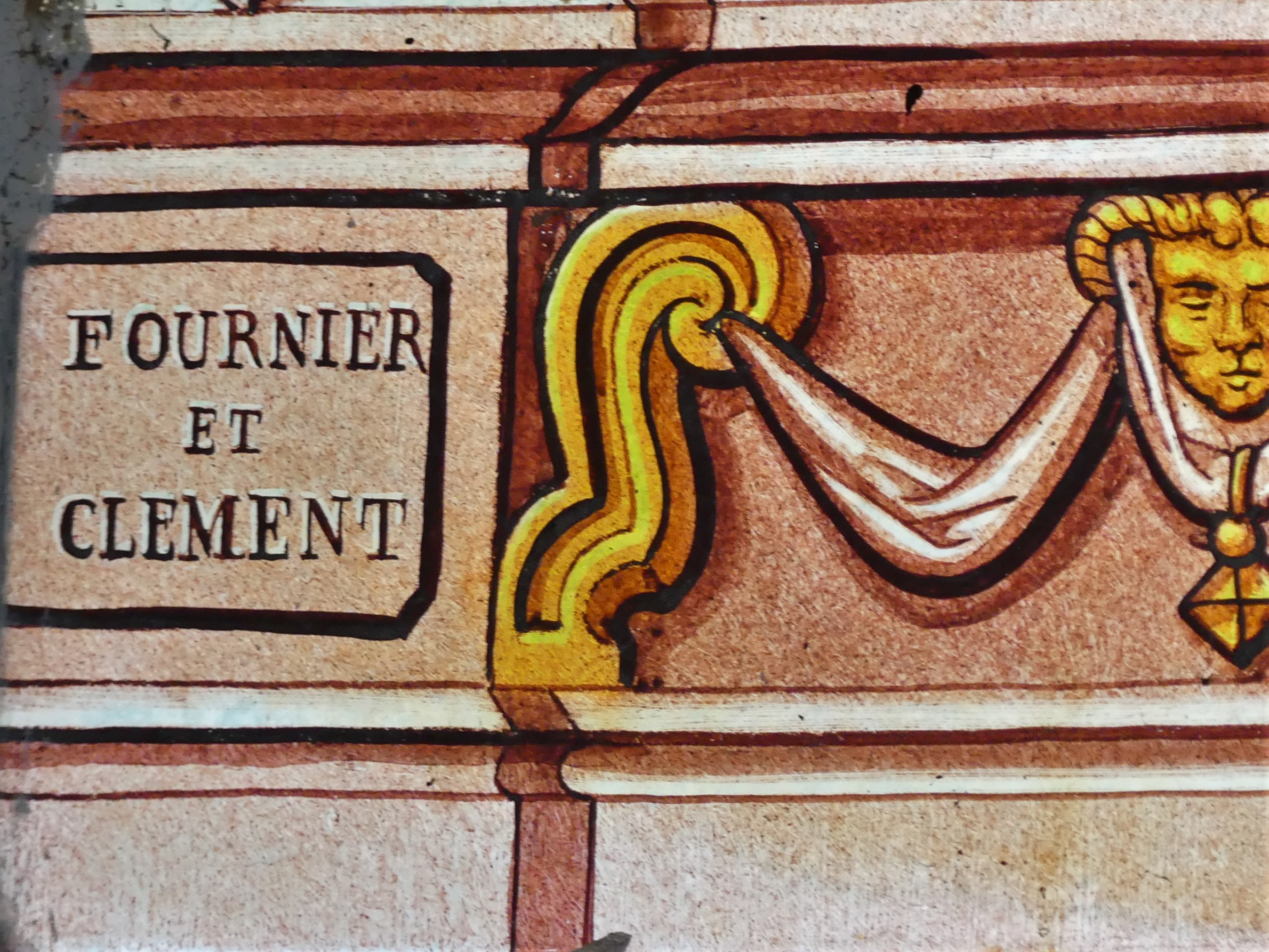
La signature de l'atelier Fournier et Clément sur une verrière de la chapelle Notre-Dame de la Borne à Saint-Michel-de-Veisse.

Pour les articles homonymes, voir Fournier.
L'atelier Fournier (maîtres verriers-artisans, peintres verriers) à Tours a réalisé et fourni de très nombreux vitraux aux XIXe (Julien Fournier) et XXe siècles (Lux Fournier) dans nombre de départements français. L'atelier Fournier Clément a été fondé à Tours en 1873 par Julien Fournier avec pour associé Armand Clément. Le fils Lucien (Lux) Fournier (1868-1962 ?) a rejoint cet atelier. À partir de 1905 et la séparation de l’Église et de l’État, l'activité de l'atelier diminue fortement et il tente de se diversifier, avec notamment la réalisation du monument aux morts de Saint-Flovier. L'atelier fut repris en 1963 par le peintre verrier Van Guy.